# 瑪侯海灘

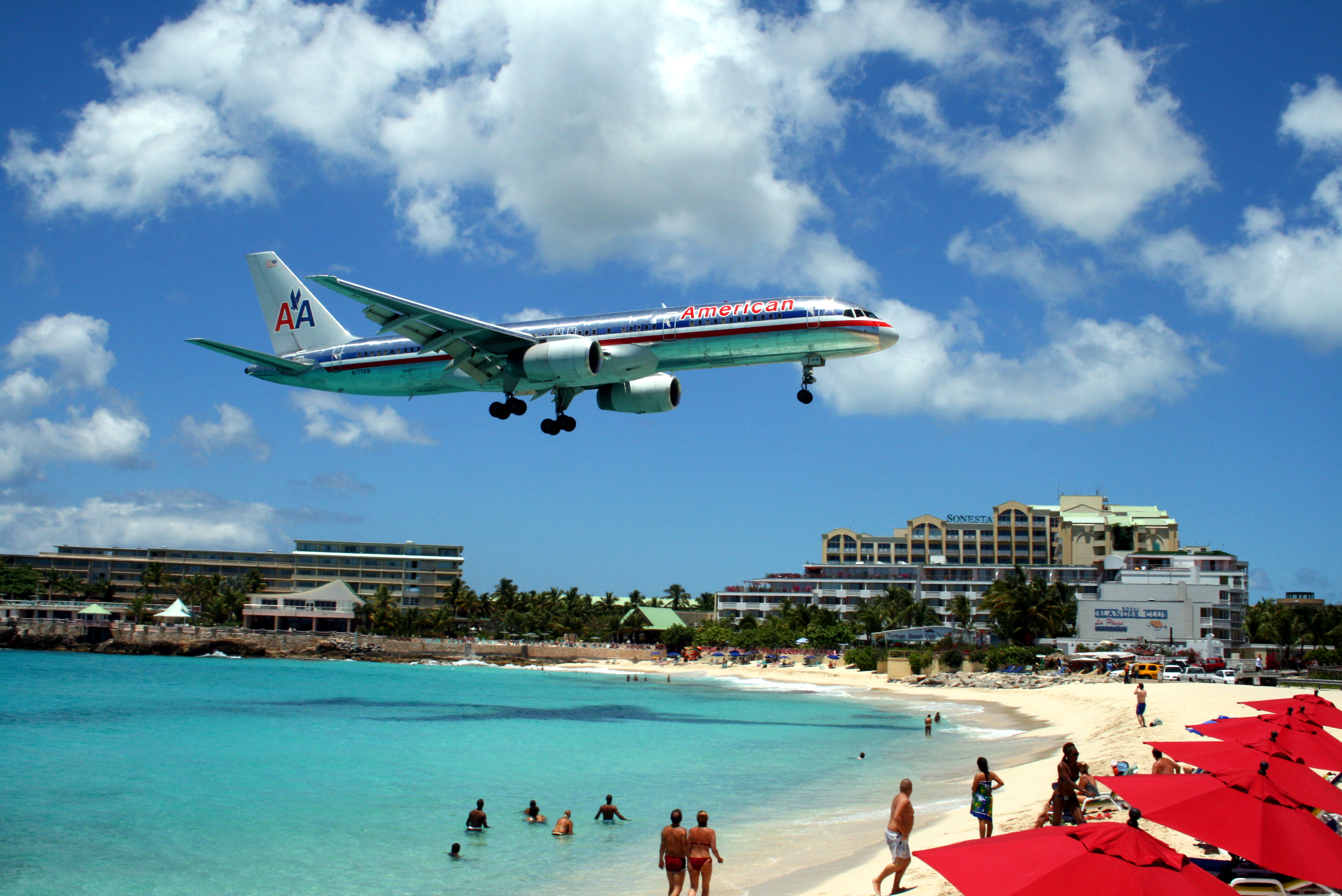
波音757掠過海灘上空

瑪侯海灘（Maho Beach）位於加勒比海的聖馬丁島南側（荷屬聖馬丁），是一處觀光休閒海灘，並以能近距離觀看飛機起降而聞名。
因為海灘背後緊鄰茱莉安納公主國際機場，而該機場的跑道相當短，以致於波音747等大型客機必須利用到跑道前端才能有足夠的滑行距離，也造成飛機起飛或降落時皆以非常低的高度掠過海灘上空的現象，有時甚至不到10公尺，極富震撼力，所以經常吸引了許多飛機攝影愛好者們前來，也成為不少觀光客追求刺激的勝地。海灘的酒吧內甚至張貼著當天飛機起降的時刻表。

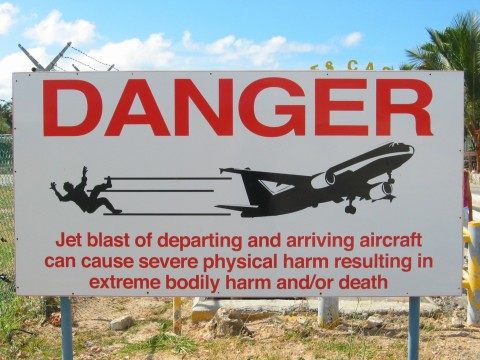
警告牌警告遊客可能會被機尾強風吹翻致傷或死亡

然而由於十分接近起飛或降落中的飛機，海灘上的遊客仍有被機尾強風吹到海中的危險性。機場也豎立了警告牌告誡人們要注意安全。

## 外部連結
- 波音747掠過海灘的影片（YouTube） （页面存档备份，存于）